# Crocetta de Caltanissetta
La crocetta de Caltanissetta (traduït com "La creu de Caltanissetta") és un dolç tradicional que es produïa a Caltanissetta fins a finals de 1908, després oblidat i redescobert posteriorment. La crocetta di Caltanissetta i la Spina Sacra ("Espina Sagrada") són dos pastissos que tradicionalment es preparaven per a la festa de la Creu . Aquest monestir estava situat al costat de l'església de Santa Croce, de la qual prenen el nom aquests dolços.
La pastissera que els va redescobrir, juntament amb quatre dones del barri de Santa Croce, són les úniques que coneixen la recepta d'aquests pastissos. El redescobriment va ser possible després de 20 ans de recerca que va començar amb un resident local que recordava com la recepta tradicional es transmetia de mare a filla al llarg del temps.